# 김춘택
김춘택(金春澤, 1670년~1717년)은 조선후기의 문신, 외척, 작가이다. 자(字)는 백우(伯雨), 호는 북헌(北軒), 본관은 광산이다. 숙종의 장인 김만기의 손자이며, 종조부인 김만중의 문하생이다.
인경왕후의 친정 조카로, 당색은 서인이었다가 노론이 되었다. 인현왕후 민씨의 복위에 공을 세웠으나, 희빈 장씨의 오빠 장희재의 처와 간통한 뒤 그로부터 정보를 빼돌렸고 이때문에 소론과 남인의 공격을 받았다. 또한 장희재를 제거하려는 과정에서 세자에게 위협을 가하려 한다는 탄핵을 받고 부안에 유배되었다가 다시 제주도로 유배된다. 고종 때 복권 되어 이조판서 겸 성균관 좨주로 추증되고 광령군(光寧君)에 추봉되었다. 시호는 충문이다.
김춘택은 벼슬이 없는 상태에서 노론의 환국 모의를 주도했다. 장희재의 처를 통해 남인 내부의 중요 정보를 획득하여 결국 환국에는 성공했으나 그 방법이 옳지 못했다는 비난에 시달렸고 귀양까지 가야 했다. 종조부 김만중의 문집을 한자로 번역하여 배포하기도 했다.

## 생애

### 생애 초반
아버지는 인경왕후의 친정 오빠인 경헌공(景獻公) 진구(鎭龜)이며, 어머니는 정경부인 한산 이씨로 지평 광직(光稷)의 딸이다. 어려서부터 종조부인 김만중에게 문장을 배웠는데 어려서부터 재질이 특이하여 김수항의 탄복을 받았다고 한다. 문장과 재기가 구비하여 세상에 이름이 높았다. 훈신과 적장자를 우대하는 전례에 따라 일찍이 음서로 출사하여 대호군에 제수되었다.
숙종 15년(1689년) 기사환국으로 쫓겨난 서인들은 숙빈 최씨가 낳은 왕자에게 큰 기대를 걸었지만 왕자는 두 달 만에 죽고 말았다. 그러나 서인들은 포기하지 않았다. 『수문록』은 왕비 장씨가 후궁 최씨를 결박해 심하게 때린 후 거꾸로 세운 큰 독 안에 가둬 두었다고 주장하고 있는데, 왕비 장씨의 핍박을 받는 최씨로서는 서인들의 호의를 거절할 이유가 없었다. 김춘택은 인현왕후의 친정과도 친밀했는데, 이 때문에 후일 소론은 김일경의 옥사 당시 영조가 숙종의 아들이 아니라 김춘택의 아들이라 하여 영조에게 충격을 주기도 한다.

### 남인 제거 계획

#### 비밀 계획
숙종 때 기사환국으로 종조부 김만중과 가문의 당파인 서인이 실각하여 자신도 수차례 위기를 맞았지만 숙종의 첫 정비인 인경왕후 김씨의 친정 조카인 덕분에 위기를 벗어날 수 있었고 여전히 궁 출입도 자유로웠다. 이러한 배경 조건과 재물을 이용해 1694년(숙종 21) 갑술옥사(甲戌獄事) 직전 인현왕후 복위를 은밀히 추진하여 갑술환국과 폐비 민씨의 복위를 성공시켰다. 희빈 장씨의 오빠 장희재의 처를 유혹하여 간통한 뒤 그로부터 남인측의 중요한 정보를 입수했고, 갑술옥사 이후 1701년의 무고의 옥으로 남인을 일망타진하는데 성공한다.
서인들은 노론·소론 할 것 없이 정권 탈환에 부심 했다. 노론에서는 숙종의 장인인 광성부원군(光城府院君) 김만기(金萬基)의 손자 김춘택(金春澤)이 환국(換局) 모의를 주도했고, 소론에서는 승지 한구(韓構)의 아들 한중혁(韓重爀)이 주도했다. 서인들은 ‘장다리(장씨)는 한철이고 미나리(민씨)는 사철이다’ 같은 동요를 만들어 퍼뜨렸다. 노론 김만중(金萬重)은 한글 소설 『사씨남정기(謝氏南征記)』를 지어 왕비 장씨를 비난하고 폐비 민씨를 옹호했다. 『사씨남정기』는 명나라의 유현(劉炫)이 정실부인 사씨를 내쫓고 첩인 교씨(喬氏)를 정실부인으로 삼았다가 나중에 교씨의 간악함을 깨닫고 사씨를 정실로 맞이하고 교씨를 죽인다는 내용의 소설이다. 사씨가 폐비 민씨, 교씨가 왕비 장씨를 뜻하는 것인데 훗날 실제로 이 소설의 내용대로 전개된다. 『사씨남정기』를 김춘택이 한문으로 번역한 것은 이 소설 내용이 현실화되기를 바라는 서인들의 염원이었다.
1695년(숙종 20년) 3월 23일 우의정 민암이 숙종에게 서인들이 불령한 무리들과 불법 정치자금을 모아 환국을 도모하고 있다고 고변한 것이다. 음모에 가담했던 함이완(咸以完)이란 인물을 목숨을 살려주겠다고 위협해 폭로하게 한 것이었다. 남인 정승 민암의 고변으로 김춘택·한중혁 등에 대한 수사가 진행되는 가운데 숙종 20년 3월 29일에는 서인의 사주를 받은 유학(幼學) 김인(金寅)등이 맞고변했다. 우의정 민암과 병조판서 목창명, 신천군수 윤희 등이 역모를 꾀하고 있다는 주장이었다. 그런데 김인의 고변 중에 왕비의 오빠 장희재가 김해성(金海成)에게 돈을 주어 김해성의 장모로 하여금 숙원 최씨를 독살하려 했다는 내용이 있었다. 김해성의 장모는 숙원 최씨의 숙모였다. 하지만 남인 정권 아래에서 남인들을 역모로 고변한 것은 무리수로 보였다. 함이완의 고변은 사실로, 김인의 고변은 무고로 정리돼 가고 있었다.

#### 첩보와 투옥, 정권탈환에 성공
장희재의 처와 내연관계를 갖고 그로부터 정보를 일부 빼냈는데 남인에서 이를 일부 눈치챘다. 김춘택은 수감되어 형문을 당했고, 남인은 이 기회에 김춘택을 물고하려 했다. 그러나 숙종 20년 4월 1일 밤 2고(二鼓:밤 9~11시)에 승정원으로 갑자기 내려진 숙종의 비망기(備忘記)가 전세를 뒤집었다.
“군부(君父)를 우롱하고 진신(搢紳)을 어육(魚肉)으로 만드는 정상이 매우 통탄스러우니 국청에 참여한 대신 이하는 모두 관직을 삭탈해 문외출송(門外黜送)하고, 민암과 금부 당상은 모두 절도(絶島)에 안치(安置)하라.(『숙종실록』 20년 4월 1일)”
국청에 참여한 대신들을 모두 쫓아내라는 명으로서 정권을 다시 서인으로 갈아치우겠다는 뜻이었다. 남인들이 장악한 승정원에서는 급히 복역(覆逆) 장계(狀啓)를 작성했다. 임금의 잘못된 명을 받들지 않는 것이 복역(覆逆)이었다. 그러나 막 작성한 초안을 올리려고 할 때 다시 숙종의 비망기가 내려왔다.
“비망기가 승정원에 내려진 지 이미 오래돼 경고(更鼓)가 반이나 지났는데 전지(傳旨)가 아직도 들어오지 않고 있으니 그 머리를 모아 서로 상의하며 (대신들을) 반드시 구제하려는 정상이 극히 분통스럽고 놀랍다. 입직(入直:숙직) 승지와 옥당(玉堂:홍문관)을 모두 파직하라. 이번 복역(覆逆) 의논을 집에 있는 승지와 삼사(三司)라고 모를 리 없으니 마찬가지로 모두 파직하라.(『숙종실록』 20년 4월 1일)”
승지 전원과 삼사(三司:사헌부·사간원·홍문관) 전원을 파직시킨 것이다. 또한 숙종은 입직한 오위장(五衛將) 황재명(黃再命)을 가승지(假承旨)로 삼아 명령을 내렸다. 그날 밤 영의정 권대운, 좌의정 목내선, 우의정 민암 등을 쫓아내고 남구만(南九萬)을 영의정으로, 박세채를 좌의정으로, 윤지완을 우의정으로 삼았다. 병권 장악이 중요하다고 생각한 숙종은 병조판서 목창명과 훈련대장 이의징을 각각 서인 서문중(徐文重)과 신여철로 갈아치웠다. 이조판서 이현일도 유상운으로 갈아치워 문관 인사권도 서인에게 주었다. 그 외에 호조판서 오시복도 이세화로 갈아치우면서 재정권과 경제권도 서인에게 주었으며 예조판서 권유도 윤지선으로 갈아치우면서 외교권·교육권·문화권·체육권·관광권·의료권·복지권·여성권도 서인에게 주었으며 형조판서 민취도도 윤지선으로 갈아치웠다가 박태상에게 다시 제수하면서 사법권과 법률권도 서인에게 주었다. 서인이 정권을 장학하면서 의금부에 감금되었던 그는 석방된다.
이때 그는 장희재의 처와 내연관계를 갖고 그로부터 정보를 일부 빼냈는데, 환국 유도 과정에서 그의 내연관계 역시 의금부와 사헌부에 정보가 입수되면서 시중에 유포되었다. 무고의 옥 직후 그는 노론으로부터 환국의 공로자로 칭송받았지만, 노론 일부와 소론으로부터는 음모를 이용한 파행적인 정치활동을 행하였다, 부도덕한 계략을 썼다고 비난받았다.

### 비판과 유배
그러나 소론과 남인은 그가 장희재의 처와 간통한 것을 끈질기게 물고늘어졌고, 노론에서도 그의 행동이 부적절했다며 비난 여론이 일부 나타났다. 노론의 절대적인 변호에도 불구하고 조정에 발을 들이지 못한 채 탄핵을 받다가 1697년 10월 금천으로 유배되었고, 1701년 무고의 옥에 대한 수사 중에 갑술환국 전에 장희재의 처와 간통하여 간자로 삼았었다는 증언이 발고되어 다시 소론의 공격을 받고 전라북도 부안(扶安)으로 정배되었다. 1706년에는 장희재의 처와 내통한 것은 장희재를 죽이려는 목적때문만이 아니라 장차 세자(뒷날의 경종)를 해하려는 목적도 있었다는 상소가 빗발쳤는데, 우의정 김창집의 강력한 보호에도 불구하고 끝내 김춘택은 제주도(濟州道)로 무기 유배되었다. 1710년 제조 민진후가 숙종에게 감률 품지를 올려 육지로 이배되었다가 1712년에 방송되었다. 고종시대에 이조판서 겸 성균관 좨주를 추증받았으며 광령군(光寧君)에 추봉되었고, 충문(忠文)의 시호를 받았다.
유배지에서도 그는 충효의 대절을 지켰다 한다. 일설에는 숙빈 최씨와도 내연 관계였다는 설이 있다. 이 주장은 이인좌의 난 때 소론과 남인 인사들에게서 주로 채택되었다. 그에 의하면 영조는 그가 무수리인 숙빈 최씨와 사통한 뒤 숙종에게 보내졌다는 것이다.
숙종때부터 영조 때까지도 그가 숙빈 최씨와 사통했다는 소문이 파다했는데, 악형을 금지한 영조였지만 영조 때 이를 언급하는 자에게는 예외로 심한 형문을 가하였다. 사생활과 과격했던 정치활동 등으로 정적은 물론 노론내부에서도 비난 받았지만 글씨를 잘 썼을 뿐만 아니라 시에 대한 재주와 문장이 뛰어나 명성이 높았다. 종조부 김만중의 언문소설 <구운몽>과 <사씨남정기>를 한문으로 번역하여 배포하였다. 저서로 <북헌집>과 글씨 <호판 김진귀 표>가 있다.

## 작품
작품으로 《별사미인곡(別思美人曲)》이 전한다.《별사미인곡》은 작자가 제주도로 귀양 가 있을 때 지은 가사인데, 그 시대에 한문 숙어가 거의 없는 순한글체로 언어 구사의 평이성을 살린 점은 높이 살 만하다. 글씨로는 《호판김진귀표(戶判金鎭龜表)》가 있다.

## 사후
사후 경기도 시흥군(현 군포시 대야미동)에 안장되었다.
고종 때 복권되어 이조판서 겸 성균관좨주에 추증되고 광녕군에 추봉되었으며, 부조추증지전을 받았다. 시호는 충문(忠文)이다.

## 가족 관계
- 아버지 : 김진구(金鎭龜)
- 어머니 : 한산 이씨
  - 매부 : 임징하(任徵夏)
  - 부인 : 완산 이씨(完山李氏)
    - 장남 : 김덕재(金德材)
      - 손자 : 김두추(金斗秋)
      - 손녀 : 이극광에 출가
      - 손녀 : 이홍지에 출가

    - 장녀 : 송정상에게 출가
    - 차녀 : 허우에게 출가
    - 삼녀 : 송진상에게 출가

## 영조 김춘택 아들설 음모론
일부 야사에서는 영조가 숙종의 아들이 아닐 것으로 추정한다. 가장 큰 근거는 영조의 외모가 숙종의 그것과 전혀 다르다는 것이다. 18세기 조선에서는 영조가 김춘택의 아들이라는 소문이 확산되었고, 소론과 남인 강경파 중에는 영조 김춘택의 아들설을 신봉하기도 했다. 일설에는 이인좌의 난 당시 형장에 끌려간 소론 인사들이 경종의 복수를 다짐하면서 영조의 면전에서 김춘택의 아들이라고 불렀다는 설도 있다. 조선왕조실록에서 영조가 소론계 인사들을 심문할 때의 내용을 그 내용을 기록하지 않은 것이 된다.
숙빈 최씨와 사랑을 나누던 김춘택이 임금의 씨가 아닌 자기 씨앗을 숙빈 최씨에게 잉태시키고, 그래서 태어난 것이 영조라는 것은 당시 18세기를 살던 조선 사람들 사이에서 유포되었던 소문이었다. 결국 "영조는 숙종의 아들이 아니다. 왕실의 씨가 바뀌었다"라는 내용으로 영조 집권 4년만인 1728년 3월 15일에 이인좌의 난이 일어난다. 이인좌의 난은 보름만에 진압이 되지만 영조는 집권 내내 190여차례 괘서사건을 접하게 된다. 
그 내용 중의 하나가 바로 영조는 숙종의 아들이 아닌 김춘택의 아들이라는 내용이었다 한다. 숙빈 최씨의 영조를 낳기 전에 숙종과 숙빈 최씨와 첫째 아들을 낳은 영수는 생후 2개월 만에 요절하였다. 김춘택의 아들이 첫째 아들인 영수여야 하는데 차남인 영조는 김춘택의 아들일 가능성은 없다.

## 김춘택이 등장한 작품

### 드라마
- 《인현왕후》 (MBC, 1988년~1988년, 배우:최상훈)
- 《장희빈》 (SBS, 1995년~1995년, 배우:라재웅)
- 《장희빈》 (KBS, 2002년~2003년, 배우:송일국)
- 《동이》 (MBC, 2010년~2010년, 배우:김동윤) (극 중에서는 '심운택'으로 소개되었다.)

## 저서와 작품

### 저서
- 북헌집
- 시문 10 책
- 만필(漫筆) 1책

### 작품
- 《별사미인곡 (別思美人曲)》
- 《호판김진귀표 (戶判金鎭龜表)》

## 같이 보기
- 조선 숙종
- 인경왕후
- 인현왕후
- 송시열
- 김만기
- 김만중
- 김진구
- 김익훈
- 김익겸
- 김수항
- 김수흥
- 민유중
- 민정중
- 민진후
- 민진원
- 영빈 김씨
- 숙빈 최씨
- 희빈 장씨
- 숙안공주
- 최효원
- 조태채
- 남구만
- 조선 경종
- 조선 영조